# Dušan Žáček
Dušan Žáček, né le 8 juin 1961 à Šumperk, en Tchécoslovaquie, est un ancien joueur tchécoslovaque de basket-ball. Il évolue durant sa carrière au poste d'ailier.